# Gvozdanska
Gvozdanska falu Horvátországban Verőce-Drávamente megyében. Közigazgatásilag Suhopoljéhoz tartozik.

## Fekvése
Verőce központjától légvonalban 15, közúton 22 km-re délkeletre, községközpontjától légvonalban 9, közúton 13 km-re délre, Nyugat-Szlavóniában, a Bilo-hegységben, a Brežnica-patak völgyében, a Verőcéről Daruvárra menő főút és vasútvonal mentén, a megyehatárnál fekszik.

## Története
A település valószínűleg a 18. században keletkezett katolikus horvátok betelepítésével. A második katonai felmérés térképén „Dorf Gvosdansko” néven találjuk. 
Lipszky János 1808-ban Budán kiadott repertóriumában „Gvozdanzko” néven szerepel. Nagy Lajos 1829-ben kiadott művében „Gvozdaszko” néven 41 házzal, 211 katolikus vallású lakossal szerepel.
Verőce vármegye Verőcei járásának része volt. A településnek 1857-ben 162, 1910-ben 252 lakosa volt. 1910-ben a népszámlálás adatai szerint lakosságának 68%-a szerb, 19%-a magyar, 8%-a horvát anyanyelvű volt. Az I. világháború után 1918-ban az új szerb-horvát-szlovén állam, majd később (1929-ben) Jugoszlávia része lett. 1991-ben 106 főnyi lakosságának 64%-a szerb, 32%-a horvát nemzetiségű volt. 2011-ben a településnek 34 lakosa volt.

## Lakossága
| Lakosság változása | Lakosság változása | Lakosság változása | Lakosság változása | Lakosság változása | Lakosság változása | Lakosság változása | Lakosság változása | Lakosság változása | Lakosság változása | Lakosság változása | Lakosság változása | Lakosság változása | Lakosság változása | Lakosság változása | Lakosság változása |
| ------------------ | ------------------ | ------------------ | ------------------ | ------------------ | ------------------ | ------------------ | ------------------ | ------------------ | ------------------ | ------------------ | ------------------ | ------------------ | ------------------ | ------------------ | ------------------ |
| 1857               | 1869               | 1880               | 1890               | 1900               | 1910               | 1921               | 1931               | 1948               | 1953               | 1961               | 1971               | 1981               | 1991               | 2001               | 2011               |
| 162                | 167                | 155                | 278                | 256                | 252                | 269                | 303                | 231                | 246                | 208                | 143                | 118                | 85                 | 47                 | 34                 |